# مسکیت (نوادا)
مسکیت، نوادا (به انگلیسی: Mesquite, Nevada) یک شهرک در ایالات متحده آمریکا است که در شهرستان کلارک، نوادا واقع شده‌است.

## خصوصیات
مسکیت ۸۳٫۸ کیلومترمربع مساحت و ۱۶٬۴۳۹ نفر جمعیت دارد و ۴۸۸ متر بالاتر از سطح دریا واقع شده‌است.